# Mårdåstjärnen
Mårdåstjärnen är en sjö i Örnsköldsviks kommun i Ångermanland och ingår i Gideälvens huvudavrinningsområde.
Mårdåstjärnen ligger på södra sidan av Mårdåsen som är en del av Tretjärnberget. Tjärnen saknar tillflöden och utflödet är en namnlös bäck som mynnar i Bränntjärnen (Anundsjö socken, Ångermanland, 708537-160186).
Lappmarksleden passerar norr om Mårdåstjärnen och där finns ett vindskydd där vandrare kan rasta..

## Galleri

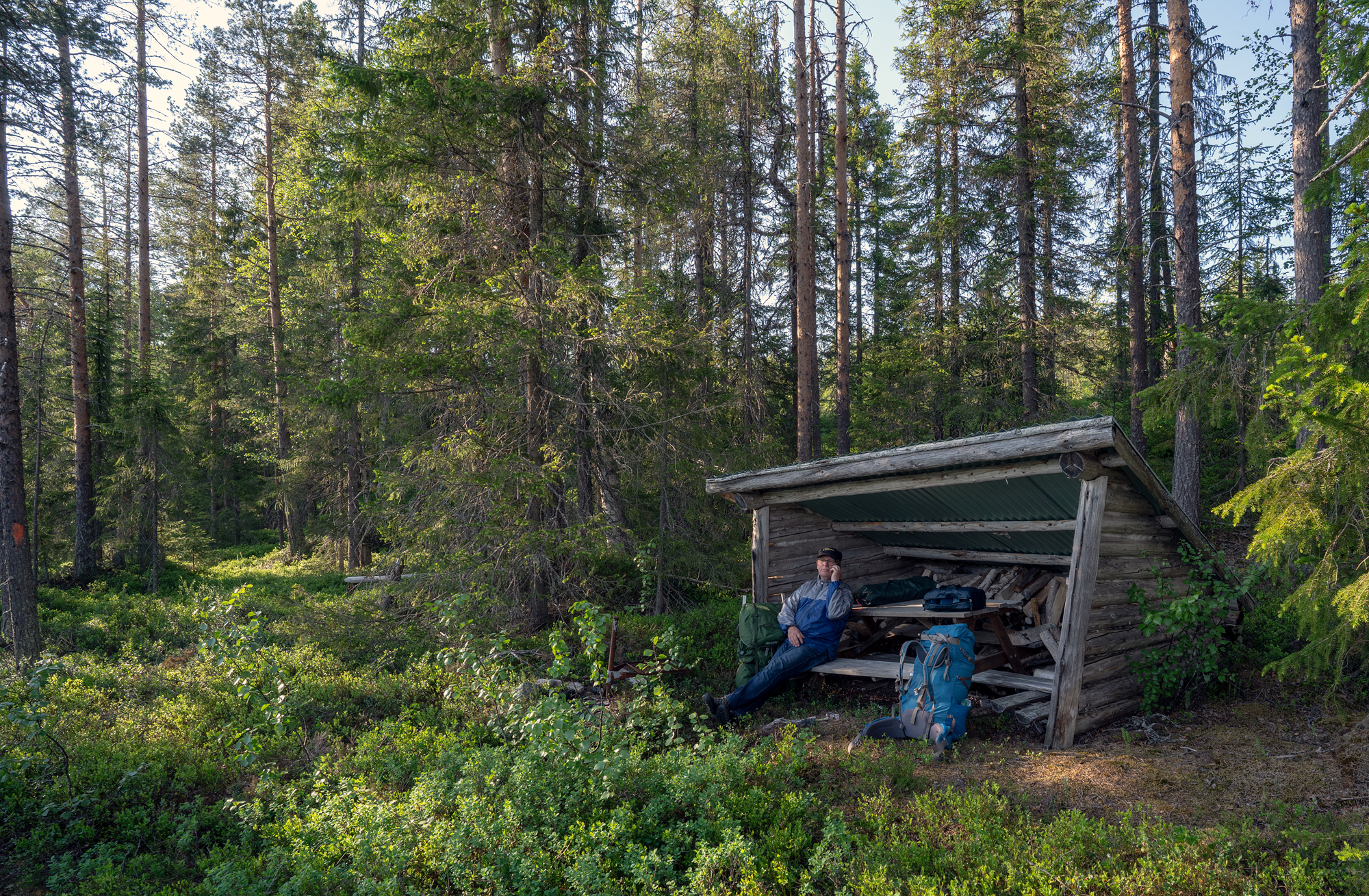
Vindskyddet där Lappmarksleden passerar Mårdåstjärnen.